# Paladar (Cuba)
Paladar es un término empleado exclusivamente en Cuba para designar a restaurantes montados y dirigidos por cuentapropistas.
El término, de uso popular, tiene su origen en la telenovela brasileña Vale Todo, mostrada en Cuba a inicios de la década de los años 90. Paladar era el nombre de la cadena de restaurantes industriales dirigidos por Raquel Accioli, la protagonista, interpretada por Regina Duarte. La transmisión de esta telenovela coincidió en época con la primera emisión de licencias para el trabajo cuentapropista en Cuba, por lo que el público cubano bautizó así a los entonces establecimientos de nuevo tipo.
Desde sus inicios en los 90s hasta finales de principios de 2011, las paladares se vieron sometidas por parte del gobierno cubano a limitaciones relativas a la cantidad y tipo de productos que podían ofertar, la contratación de mano de obra y el número de asientos que podían disponer. El proceso de renovación del modelo económico iniciado en 2010 conllevó a una revisión de estas medidas, dando lugar a un incremento sustancial del número de paladares y a la diversificación de las propuestas.
Los modelos que surgen son muy diversos y van desde el típico negocio establecido en una casa de familia y atendido por esta, hasta variantes más elaboradas que incluyen diversos tipos de cocina en salones especialmente concebidos o modificados para la actividad. Igualmente, si bien la mayoría de los establecimientos ofrecen comida cubana, y la muy popular en Cuba comida italiana, han ido apareciendo propuestas más ambiciosas que mezclan la cocina local con elementos mediterráneos e internacionales en general.
Algunas paladares han alcanzado renombre internacional por su calidad y lo sólido de su propuesta gastronómica. Nombres como "La Cocina de Lilliam", "La Guarida", "La Fontana" o "Gringo Viejo", son obligada referencia para los que buscan dónde comer en La Habana.
El fenómeno de los Paladares o restaurantes por cuenta propia se ha expandido a toda la Isla, no es exclusivo ya de La habana, sino de otros polos turísticos tal como lo es Trinidad. Otro sitio turístico que destaca por sus propuestas ofrecidas por particulares es el de Holguín, ciudad que destaca por su cultura y servicios orientados al visitante extranjero. Compitiendo fuertemente con las ofertas tradicionales del Estado.
Restaurantes de referencia en Holguín son:
  Restaurante bar La Torre.
  Restaurante 1910.